# Custer's Revenge
Custer's Revenge — неліцензійна еротична відеогра для Atari 2600 від розробників «Mystique». Уперше випущена 23 вересня 1982 року та отримала популярність завдяки своїй цілі зґвалтувати індіанську жінку. Образ головного героя заснований на знаменитому американському командувачі Громадянської війни генералі Джорджі Армстронзі Кастері, який відомий своєю головною поразкою в битві при Малому Бігхорні.[⇨]
Після кризи індустрії відеоігор у Північні Америці 1983 року, «Mystique» збанкрутувала. Більша частина її інтелектуальної власності була продана компанії «Playaround», включно з «Custer's Revenge». Нові власники ребрендували її як «Westward Ho», і зробили естетичні зміни як потемніння кольору шкіри жінки. «Playaround» також створив її клона під назвою «General Retreat», проте вона отримала лише негативні відгуки.[⇨]

## Ігровий процес

Скриншот геймплея Custer's Revenge.

Гравець керує персонажем на ім'я Кастер. На ньому надіті лише кавалерійський капелюх, червона бандана і черевики. Кастер має видиму ерекцію. Він повинен подолати зливи стріл та дістатися до іншої сторони екрану, щоб зайнятися сексом з корінною американкою, прив'язаної до жердини.
У «General Retreat» замість стріл були вистріли ядрами з гармат. А метою гри є подолання перешкод вже корінною американкою, щоб зайнятися сексом з Картером.

## Сприйняття

### Продажі та суперечки
«Custer's Revenge» після виходу, 22 вересня 1982 року, швидко стала популярною. Вона продавалась у запечатаних упаковках із написом «NOT FOR SALE TO MINORS» (укр. «Не для продажі неповнолітнім») та коштувала US$49,95 (це еквівалентно US$130 за 2018 рік). Також було зазначено, що «якщо діти піймають вас за грою і запитають, то скажіть їм, що Кастер і діва просто танцюють». «InfoWorld» зазначив, що на думку деяких людей творці обрали попередній перегляд відеогри для жінок та корінних американських груп для рекламного трюку. Спільноти з прав жінок критикували «Custer's Revenge» заявляючи, що це імітація зґвалтування. А на звороті упаковки був напис: «він не збирається брали її лежачи, Джордж! Допомога вже в дорозі. Боже! Він іде». Проти відеогри протестували і «Women Against Pornography», представники корінних американців та критики індустрії відеоігор. Активісти намагалися змусити депутатів визнати гру поза законом, що й зробили в Оклахома-Сіті (Оклахома). Компанія «Multiple Industries» подала судовий позов на суму 11 мільйонів доларів проти округу Суффолк, штат Нью-Йорк, та законодавця Філіпа Нолана «через резолюцію, яка уповноважує окружну виконавчу владу вжити заходів щодо припинення продажів та розповсюдження» відеогри.
Зосереджена увага ЗМІ до відеогри призвела до того, що було продано близько 80 000 копій. Це стало рекордом для дорослих відеоігор «Mystique» та перевищили в декілька раз продажі «Bachelor Party» та «Beat 'Em & Eat 'Em». Проте «Atari» отримував численні скарги, і унаслідок цього вона подала в суд на розробників. Стюарт Кестен, президент «American Multiple Industries» (Mystique), заявив, що «наша ціль не збуджувати, наша ціль — розважати […] Коли люди грають у наші ігри, ми хочемо, щоб вони посміхалися, ми хочемо, щоб вони сміялися». Дизайнер відеогри Джоел Міллер заявив, що Кастер «спокушає» діву і вона є «бажаючим учасником». Зрештою, гра була виведена з обігу.

### Критика
Журнал «Electronic Gaming Monthly» повідомив, що геймдизайнер Seanbaby помістив відеогру на 9 місце в статті «20 найгірших ігор усіх часів».
У 2008 році професор університету Калгарі Том Кінан процитував її як «мерзенна відеогра про Месника Картера», після 26 років після її випуску в редакційному творі щодо актуальних проблем насильства у відеоіграх для газети «Calgary Herald». Того ж року австралійський «PC Magazine» назвав її однією з найгірших відеоігор в історії.. «GamePro» помістив Кастера на 5 місце в списку десяти найпопулярніших персонажів, що мали еротичні скандали. 2010 року «UGO.com» поставила «Custer's Revenge» на десяте місце в списку найбільш расистських відеоігор в історії, і 2012 року назвала Кастера другим найсексуальнішим персонажем в іграх усіх часів.